# Pakoměřice
Pakoměřice jsou místní část obce Bořanovice ležící ve Středočeském kraji, v okrese Praha-východ, se kterou na jihu těsně sousedí.

## Historie
První písemná zmínka o Pakoměřicích pochází z roku 1352. V roce 1645 koupil Pakoměřice Jan Hertvík z Nostic. Ten skupoval okolní pozemky a připojoval je k Pakoměřicím, tak se z nich stalo centrum poměrně rozsáhlého panství. Po roce 1945 byl však všechen majetek rodu Nosticů zkonfiskován. Zámek využíval Státní statek Praha-východ. Bořanovice jsou sídlem společné samosprávy od roku 1922.

## Další fotografie

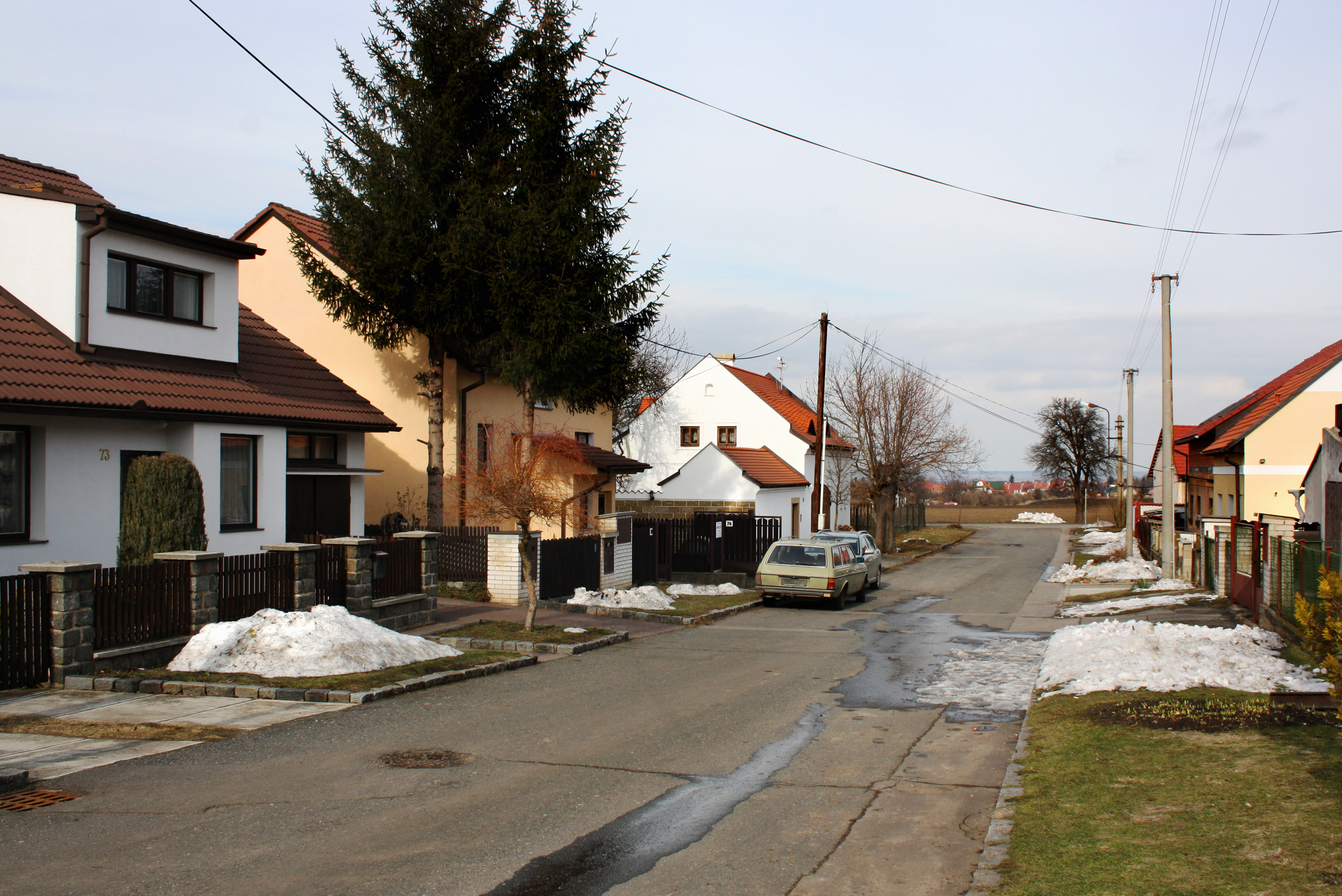
Příčná ulice
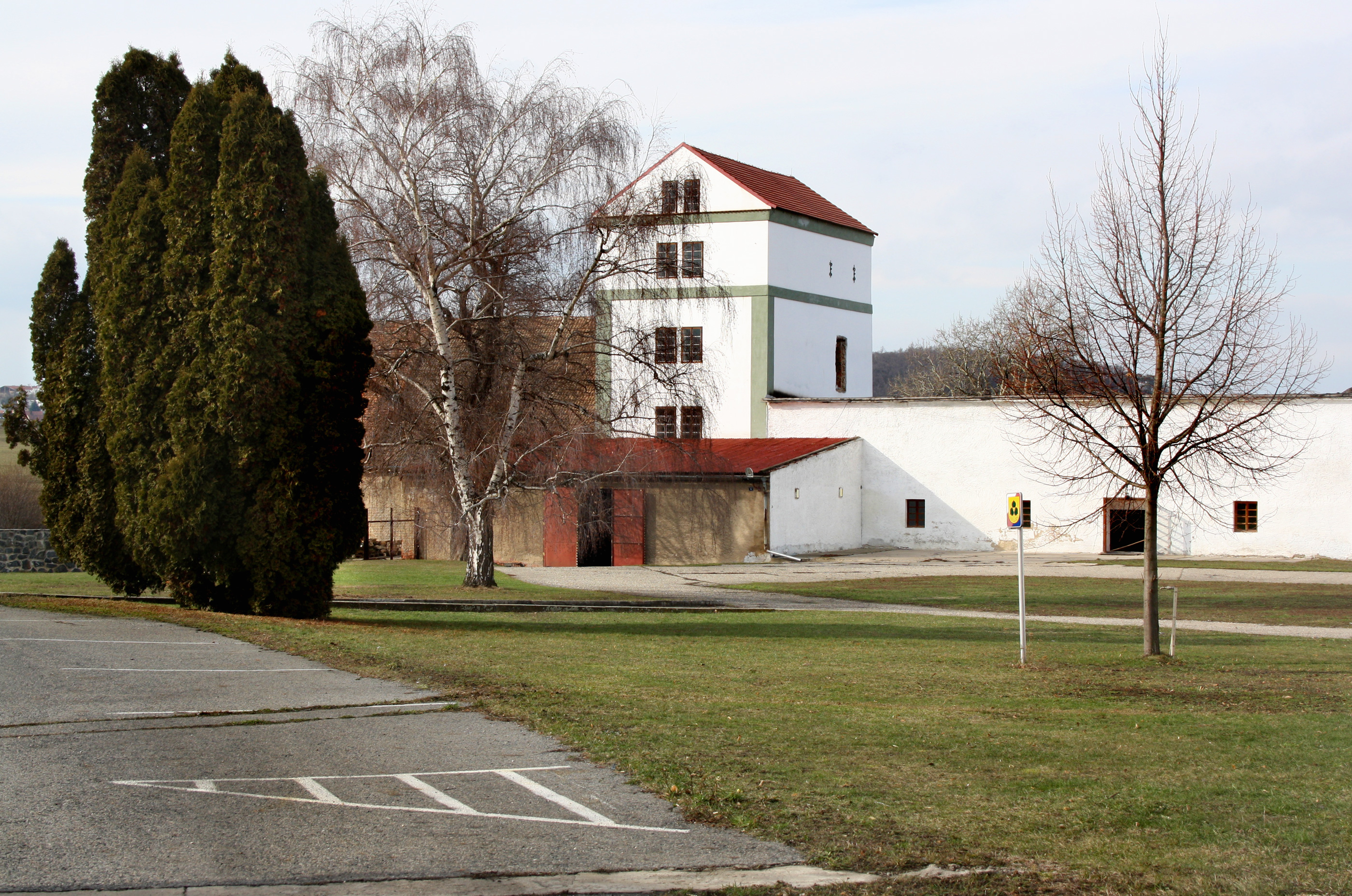
Hospodářské budovy u zámku